# Anaglyptus vicinulus
Anaglyptus vicinulus là một loài bọ cánh cứng trong họ Cerambycidae.